# Queta Lavat
Enriqueta Margarita Lavat Bayona (Ciudad de México, 22 de febrero de 1929 - Ciudad de México, 4 de diciembre de 2023), conocida como Queta Lavat, fue una actriz, actriz de doblaje y tiktoker mexicana.Entre sus trabajos más destacados se encuentra su participación en las películas Si me viera don Porfirio (1950), El hombre sin rostro (1950), Dos tipos de cuidado (1953), Tal para cual (1953) y El deseo en otoño (1972).
Además de filmes, también participó en varias telenovelas, de las cuales destacan Cruz de amor (1968), Encrucijada (1970), Corazón salvaje (1993), Clase 406 (2002 - 2003), Rebelde (2004 - 2006), Camaleones (2009 - 2010), Miss XV (2012), Corazón indomable (2013) y Qué pobres tan ricos (2013).

## Biografía y carrera
Enriqueta Margarita Lavat Bayonanació siendo hija de Francisco José Lavat Verastegui y Edelmira Bayona de Lavat (de soltera, Edelmira Bayona Oropeza)teniendo un hermano y dos hermanas, que unos años más tarde, se complementaron con dos hermanos más que fueron los actores, actores de doblaje y locutores: Jorge Lavat y José Lavat.Sus padres se divorciaron. Tiempo después, su papá se casó con una mujer llamada Susana Romo González.
Desde que era una niña mostró su gusto por el baile y el canto, siendo la razón por la que fue inscrita a clases de baile en la academia Shirley, lugar al que asistía su prima María Elena Marqués donde conoció a las también futuras actrices Blanca Estela Pavón y Silvia Derbez.Aunque inicialmente tenía como objetivo convertirse en vedette, cambió de parecer al ver que las bailarinas de ese tipo usaban muy poca ropa para presentarse, por lo que en su lugar y siendo apoyada por su familia, en 1945, optó por probar suerte narrando radionovelas transmitidas por la estación XEJP-AM, con las que obtuvo buena recepción del público por su tono de voz.Con Marqués, su prima,entabló una amistad que influyó mucho en su vida, pues fue gracias a ella que se convirtió en actriz de cine. Esto sucedió después de que Marqués ganara un concurso entre 1941 y 1942, que le dio la oportunidad de iniciar una carrera como actriz de cine. Luego de que completara algunos trabajos fílmicos, ambas volvieron a encontrarse y Marqués la invitó a participar como extra en Las colegialas, una película de 1946 que se convirtió en el primer trabajo cinematográfico de Lavat.En 1947, logró ser reconocida formalmente como actriz de cine en la película Ángel o demonio. Durante el rodaje de la La perla, su prima le presentó a Armando Carrillo Ruiz, un cinematógrafo asistente de Alex Phillips.Al conocerlo se enamoró de él y con el tiempo se volvieron novios; después de tener ocho años de noviazgo, en 1952, contrajeron matrimonio y de su unión procrearon cuatro hijos: uno de ellos el comentarista de deportes Pablo Carrillo, que participó como Hugo en el filme El libro de piedra de 1969, así como a Armando, Teresa y Enriqueque intervino en las películas Domingo salvaje de 1967 y Sor ye-yé de 1968.Permanecieron juntos hasta que la muerte los separó cuando Ruiz falleció el 17 de junio de 1994. Su marido fue enterrado en el Panteón Cipreses, ubicado en Naucalpan de Juárez, Estado de México.
A inicios de los años cincuenta, tuvo sus primeras incursiones en el teatro con apariciones en obras al lado de artistas como Jorge Mistral, Miguel Manzano y Yolanda Mérida. Más adelante, fue invitada por Manolo Fábregas a trabajar con él, en el Teatro de los Insurgentes, donde hizo la obra Divorciémonos con Silvia Pinal. Asimismo, la llevó al Teatro del Bosque, Julio Castillo, donde la incluyó en la obra musical Ring, ring, llama el amor, en la que igualmente apareció junto a Pinal, Manuel «E Loco Valdés» y Guillermo Rivas «el Borras». Por otro lado, Marqués siempre la persuadió a seguir actuando en películas, aún cuando le tenía miedo a estar frente a las cámaras; una vez que logró establecerla, ella le dio la oportunidad de decidir entre permanecer en el cine, o abandonarlo; en ese punto Lavat eligió proseguir con su carrera y decidió firmar un contrato con el Sindicato de Trabajadores del STPC, una rama para extras que aparecían en las cintas que se desarrollaban durante el transcurso de la Época de Oro del cine mexicano.Partiendo de lo anterior y optando por ser solo una actriz de reparto, algunos de los filmes destacados en los que participó durante dicha época, incluyeron Soy charro de Levita (1949), El hombre sin rostro (1950), Si me viera don Porfirio (1950), Acá las tortas (1951), El derecho de nacer (1952) y Dos tipos de cuidado (1953); de esta última la que consideró como su mejor película. En la misma, actuó junto a Pedro Infante y Jorge Negrete; con Negrete estableció una buena relación de amistad y de trabajo. Ambos ya habían coincidido en cintas como Lluvia roja (1950), Un gallo en corral ajeno (1952), Tal para cual (1953). Además, se tenían una gran confianza, al grado de que el actor y cantante la llamaba «arañita» por su gusto de tejer en los ratos libres que tenían en los sets de grabación comentando que Negrete le decía «usted es mi arañita, porque nunca he visto una niña de su edad tejiendo, eso es costumbre de las abuelitas allá de Guanajuato».En 1958, debutó en la televisión con Un paso al abismo, una de las primeras telenovelas mexicanas.A su vez y al igual que sus hermanos, también se desempeñó como actriz de doblaje y prestó su voz para varias series, películas y caricaturas extranjeras, como Star Trek: The Original Series, I Dream of Jeannie, The Jetsons, Heidi, From Russia with Love, y Farewell, My Lovely.

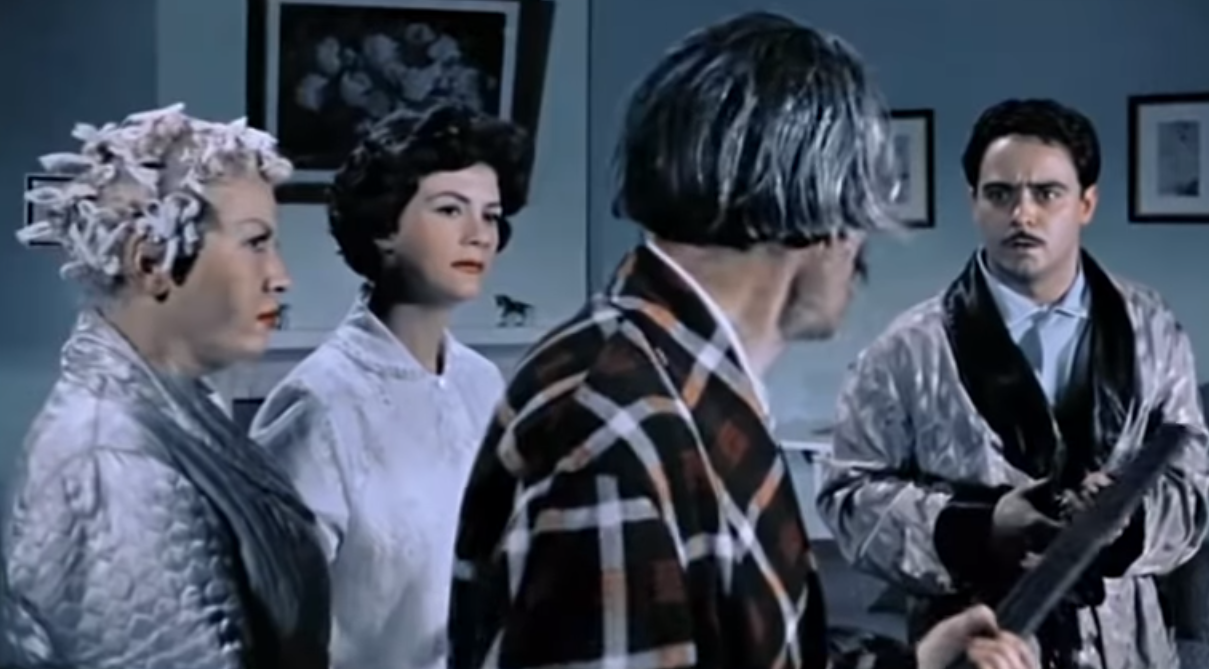
Lavat con Polo Ortín (esquina derecha), en Santa Claus (1959).

Al concluir el cine de oro, sus actuaciones continuaron siendo en papeles menores, como extra y de apoyo, interviniendo en películas como Santa Claus (1959), El proceso de las señoritas Vivanco (1961), María Isabel (1968), El deseo en otoño (1972), Sor Tequila (1977), Lagunilla, mi barrio (1981), Hermelinda linda (1984) y La pura (1994). A la par, alternó en la televisión apareciendo en varias telenovelas, destacando por sus actuaciones en Encrucijada (1970), Herencia maldita (1986), Ángeles blancos (1990), Corazón salvaje (1993) y Alondra (1995).

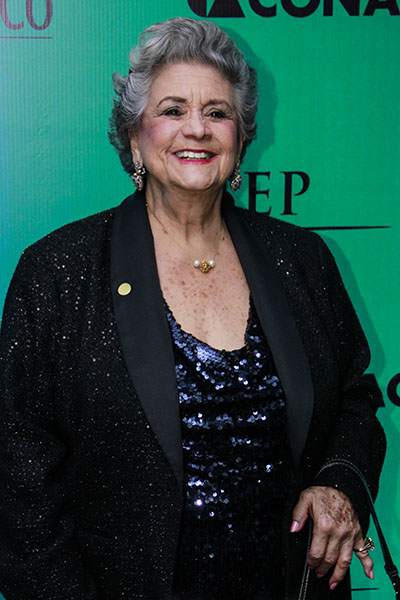
Lavat, en 2015.

Cuando la cinematografía mexicana fue reduciendo su popularidad paulatinamente a finales de los años noventa e inicios de los dos mil, Lavat rápidamente hizo una transición a tiempo completo a la televisión, obtuvo éxito renovado apareciendo en telenovelas populares de ese tiempo y programas de televisión como Rosalinda (1999), La intrusa (2001), Clase 406 (2002 - 2003), Velo de novia (2003), Rebelde (2004-06), La rosa de Guadalupe (2008 - 2014), S.O.S.: Sexo y otros secretos (2008) y Camaleones (2009 - 2010). En la década de 2010, siguió haciendo telenovelas y programas, destacando por las producciones Amorcito corazón (2011), Como dice el dicho (2011), Miss XV (2012),Corazón indomable (2013), Qué pobres tan ricos (2013 - 2014),El hotel de los secretos (2016), La usurpadora (2019) y Cita a ciegas (2019).Encima a esos papeles televisivos, en teatro sobresalió por su desempeño en la obra Conversaciones con Mamá, por la que ganó un Premio Bravo a mejor actriz de teatro.Finalmente en los años 2020, tuvo sus últimas intervenciones televisadas con la emisión Esta historia me suena (2020) y la telenovela S.O.S me estoy enamorando (2021).
En 2021, Lavat se coronó como la única actriz perteneciente a la Época de Oro del cine mexicano en haber trabajado en todos los medios de comunicación, siendo estos: el radio con sus radionovelas de 1945, la televisión con su debut en la telenovela Un paso al abismo de 1958 y 63 años después las redes sociales con TikTok, siendo la única artista de esa época en crear contenido para dicha plataforma.Esto último lo hizo para poder continuar activa, ya que de acuerdo a ella, como actriz ya no le daban personajes debido a su edad y a su «condición de abuelita», para las cuales ya no hay trabajo; aparte de lo mencionado, igualmente se mantuvo activa haciendo algunas radionovelas emitidas por el Instituto Mexicano de la Radio (IMER).

### Muerte
El 4 de diciembre de 2023, Lavat falleció en la Ciudad de México a los 94 años de edad, a causa de complicaciones de salud por el cáncer de mama que padecía, una enfermedad que nunca reveló públicamente que sufría. Su cuerpo fue cremado y sus cenizas se entregaron a sus familiares.Dos días después, el 6 de diciembre, sus restos fueron depositados en un nicho familiar dentro de la Parroquia de la Santa Cruz del Pedregal, ubicada en la colonia Jardines del Pedregal de la misma ciudad.

## Premios y nominaciones

### Choca de Oro
| Año  | Categoría              | Resultado |
| ---- | ---------------------- | --------- |
| 2012 | 50 años de trayectoria | Ganadora  |

### Festival Internacional de Cine
| Año  | Premio           | Categoría              | Resultado |
| ---- | ---------------- | ---------------------- | --------- |
| 2012 | Esfera de la Luz | 69 años de trayectoria | Ganadora  |

### Diosas de Plata
| Año  | Categoría              | Resultado | Ref.   |
| ---- | ---------------------- | --------- | ------ |
| 2014 | 50 años de trayectoria | Ganadora  | [ 32 ] |

### Asociación Nacional de Actores
| Año  | Premio             | Categoría              | Resultado |
| ---- | ------------------ | ---------------------- | --------- |
| 2016 | Medalla Distintiva | 50 Años de trayectoria | Ganadora  |

### Premios Ariel
| Año  | Premio       | Categoría       | Resultado |
| ---- | ------------ | --------------- | --------- |
| 2018 | Ariel de oro | Por trayectoria | Ganadora  |

### Premios Bravo
| Año  | Categoría              | Trabajo nominado        | Resultado |
| ---- | ---------------------- | ----------------------- | --------- |
| 2018 | Mejor Actriz de Teatro | Conversaciones con Mamá | Ganadora  |

### Premios TVyNovelas
| Año  | Categoría            | Trabajo nominado | Resultado |
| ---- | -------------------- | ---------------- | --------- |
| 2020 | Mejor primera actriz | La usurpadora    | Nominada  |